# Marcos Ávila
Marcos Patricio Ávila Mansilla, manchmal auch als Marco Ávila geführt, (* 20. September 1983 in Frutillar) ist ein ehemaliger chilenischer Fußballspieler, der hauptsächlich als offensiver Mittelfeldspieler eingesetzt wurde.

## Karriere

### Verein
Marcos Ávila kam 2003 aus der Jugend in die Profimannschaft vom CSD Colo-Colo, für den er zwei Jahre spielte. Anschließend lief er für Deportes Puerto Montt, Deportes Temuco und Deportes Copiapó auf. Weitere Details seiner Karriere sind nicht belegt.

### Nationalmannschaft
Ávila stand im Kader der U20-Nationalmannschaft unter Trainer César Vaccia bei der Südamerikameisterschaft 2003 in Uruguay.